# Дистрикт 9
Дистрикт 9 (енгл. District 9) је научно фантастични трилер из 2009. који је режирао Нил Бломкамп a који је заједно са Тери Тачел написао и сценарио. Један од продуцената био је и Питер Џексон.
Главну улогу тумачи Шарлто Копли који игра Вилкуса ван де Мервеа, бирократу који има за задатак да премести ванземаљску расу која се неочекивано нашла на Земљи услед квара свемирског брода. Филм је био номинован за четири Оскара на додели 2010. укључујући и номинацију за најбољи филм.

## Радња
Марта 1982. огромни ванземаљски свемирски брод појављује се изнад Јоханезбурга у Јужној Африци. Након квара на броду који онемогућава управљање њиме тим проваљује унутар брода где открива велики број инсектоидних туђина којима се пружа уточиште на Земљи у кампу под називом Дистрикт 9.
Почетком двадесетпрвог века Јужноафричка влада одлучује да изврши релокацију кампа у новоформирани Дистрикт 10, за шта је ангажована МНУ компанија за коју ради и Вилкус ван де Мерве. Након што долази у контакт са мистериозном супстанцом коју тројица ванземаљаца годинама сакупљају Вилкусова ДНК почиње да се мења. Вилкус креће у авантуру како би помогао ванземаљцима да дођу до свог брода и врате се на своју планету.

## Пријем код публике
Филм је добио изузетно позитвне критике. На сајту Rotten Tomatoes је чак 91% критика било позитивно са просечном оценом 7.8 од 10. Такође на истом сајту стоји и да филм поседује све елементе једног СФ класика.
Иако је глумачка екипа била скоро непозната, филм је добро прошао у светским биоскопима инкасирајући седам пута већу зараду од буџета.

## Наставак
Шарлто је за магазин Емпајр изјавио да се очекује да други део филма буде у биоскопима 2012. Бломпкамп је наговестио да би следећи филм могао да буде смештен у време пре догађаја из првог филма.